# ポール・デュラン＝リュエル
ポール・デュラン＝リュエル（Paul Durand-Ruel, 1831年10月31日 - 1922年2月5日）は、フランスの画商。新しい画家たちに定期的な報酬や単独展の機会といった支援を行った、現代的な画商の最初の一人であり、特に印象派の絵画の普及に努めた。

## 生涯
1831年パリで生まれた。父親は図版の販売を行っており、1865年ポールが家業を継いだ。扱っていたのは、ジャン＝バティスト・カミーユ・コローやバルビゾン派の画家たちの作品であった。1867年、パリ市内で画廊を移転した。1860年代から1870年代初頭にかけて、バルビゾン派の主要な支援者であった。
1870年-71年の普仏戦争の際、デュラン＝リュエルはパリからロンドンに避難し、そこでシャルル＝フランソワ・ドービニー、クロード・モネ、カミーユ・ピサロといった多くのフランス人画家たちと出会った。1870年12月、ロンドンに設けた画廊でフランス人画家協会の第1回となる展覧会を開いた。
1871年、フランスに戻ると、モネの作品を2点購入したのを始めとして、当時無名だったルノワール、ピサロ、ドガなど、後に印象派と呼ばれるグループの作品を積極的に購入した。1874年の第1回印象派展の経済的失敗にもかかわらず、1876年の第2回印象派展に際しては、自分の画廊を会場に提供し、1882年の第7回印象派展でも、会場の確保に尽力した。その後、ニューヨークに支店を設けたり、ロンドンで展覧会を開いたりして、外国での印象派の人気を高めるのに貢献した。ルノワールの『舟遊びをする人々の昼食』、モネの『積みわら』を最初に買い上げたのもデュランであり、モネは1000点、ルノアール1,500点、ピサロ800点、シスレー400点、メアリー・カサット400点、マネ200点など、5,000点以上の印象派絵画を扱い、オルセー美術館やバーンズ・コレクションへそれぞれ100点以上の絵画を納めている。
19世紀末において、デュラン＝リュエルは、ヨーロッパだけでなくアメリカでも市場開拓に成功し、フランス印象派の最も著名な画商、そして商業的支援者となっていた。エドガー・ドガ、エドゥアール・マネ、モネ、ベルト・モリゾ、ピサロ、ピエール＝オーギュスト・ルノワール、アルフレッド・シスレーなどはデュラン＝リュエルの支援を受けた中でも有名な画家である。
デュラン＝リュエルは、アメリカ人の印象派に対する好意的な受け止め方について、「アメリカ人の大衆は笑ったりしない。買ってくれるのだ！」という言葉を残している。
同じくパリの画商であるジョルジュ・プティとは激しい競争関係にあった。
1893年には、日本美術商として知られるサミュエル・ビングによる歌麿・広重展もデュランの画廊で開催している。